# Elisabeth Musch
Elisabeth Musch, född 1639, död 1699, var en nederländsk aristokrat. Hon är känd som föremålet för en berömd roman av Jacob van Lennep; Elisabeth Musch (1850).